# Platnick astana
Espèce
Platnick astana est une espèce d'araignées aranéomorphes de la famille des Liocranidae.

## Distribution
Cette espèce est endémique du Khatlon au Tadjikistan. Elle se rencontre sur le mont Astana.

## Description
La femelle holotype mesure 2,35 mm.

## Étymologie
Son nom d'espèce lui a été donné en référence au lieu de sa découverte, le mont Astana.

## Publication originale
- Marusik & Fomichev, 2020 : « A new genus of Liocranidae (Arachnida: Araneae) from Tajikistan. » Acta Biologica Sibirica, vol. 6, p. 583-594.